# Caldereta pinariega
La caldereta pinariega est un plat de la cuisine espagnole provenant des localités des Pinares de Soria et du massif de la Demanda à Burgos. Il a traditionnellement été considéré comme un plat du pauvre. Aujourd'hui, ce plat est servi dans les hôtels de la région, gagnant un nom et un prestige dans la gastronomie, et dans les pèlerinages populaires des localités.